# Districte de Samtse
El Districte de Samtse (antigament anomenat Samchi), és un dels 20 districtes que formen el regne de Bhutan. És la regió més occidental del país i limita per l'est amb el districte de Chukha i pel nord i nord-oest amb el districte de Haa. També comparteix frontera internacional amb els estats indis de Sikkim a l'oest i Bengala occidental al sud. Actualment té una superfície de 1.309,1 km² i es troba a una altitud compresa entre els 600 i els 3.800 metres sobre el nivell del mar.
El districte de Samtse està format per 15 municipis (anomenats gewogs): Samtse, Norbugang, Ugentse, Yoeseltse, Sang-Ngag-Chholing (Chargharey), Tading, Namgaycholing (Lahereni), Phuntshopelri (Pagli), Tashicholing (Sipsu), Norgaygang (Bara), Pemaling (Biru), Tendruk, Dungtoe, Denchukha i Dorokha.
La població del districte és de 62.590 habitants (2017) dels quals 5.396 viuen a la seva capital, Samtse (2017).

## Clima
La regió es troba en una latitud amb un clima subtropical. La temperatura mitjana es troba al voltant dels 15 °C durant l'hivern i els 30 °C durant l'estiu. La pluja oscil·la entre els 1.500 i els 4.000 mm de precipitació anual. Els estius solen ser calorosos i humits i els hiverns secs i moderadament frescos.

## Economia
Un 64% de la superfície de la regió està coberta per boscos i només el 8% està dedicada a la agricultura. El cultiu de l'arròs es fonamental en gran part del districte, juntament amb la mostassa, el blat de moro, les taronges i el cardamom. Les fonts d'ingressos més importants per la població venen de la venda i exportació de les nous d'areca, el gingebre, les taronges i el cardamom a la regió de Bengala occidental. Una altra font d'ingressos de la regió són els minerals com la dolomita i la quarsita que s'extreuen a la zona de Pugli.

## Ètnies
Al districte de Samtse hi trobem 3 grups ètnics principals. Els lhotshampa són una minoria que se situen també al districte de Chukha i que tenen la seva llengua pròpia, el lhotsamkha. Bàsicament són immigrants que van arribar a la dècada de 1950 procedents del Nepal i de les ciutats properes índies de Darjeeling i Kalimpong.
El segon grup que trobem a la regió son els doyaps, originaris del nord del districte i tenen el lhokpu com a llengua pròpia. El tercer grup ètnic són els adibashi, un grup de tribus índies originaris de poblacions properes de l'Índia.